# 特比陨击坑
特比陨击坑（Terby）是火星雅庇吉亚区的一座撞击坑，它坐落在希腊平原北部边缘，中心坐标为南纬28度，东经73度，直径174公里（108英里），海拔高度-5公里（-3.1英里），其名称取自比利时天文学家“弗朗索瓦·约瑟夫·特比”（François J. Terby）。
特比陨击坑是一座覆盖着粘土沉积物的古湖床遗址，根据来自火星全球探勘者号、2001火星奥德赛号、火星快车号以及火星勘测轨道飞行器任务的数据，研究人员认为特比陨击坑的地层是由水下淤积的沉积物所构成，陨石坑计数显示这一切发生在诺亚纪时期。过去人们认为特比陨击坑包含的一片巨大的三角洲。然而，新的观察结果使研究人员相信分层系列可能是一组延伸至整个希腊区地层的一部分。特比陨击坑的北侧边缘并没有足够大的山谷来运送形成地层所需的大量沉积物,地层中的其他细节也否定了特比陨击坑含有三角洲。扇形沉积体是火星上最厚的沉积物之一，已在数层地层中检测到了包括铁/镁层状硅酸盐的水合矿物.。

## 图集

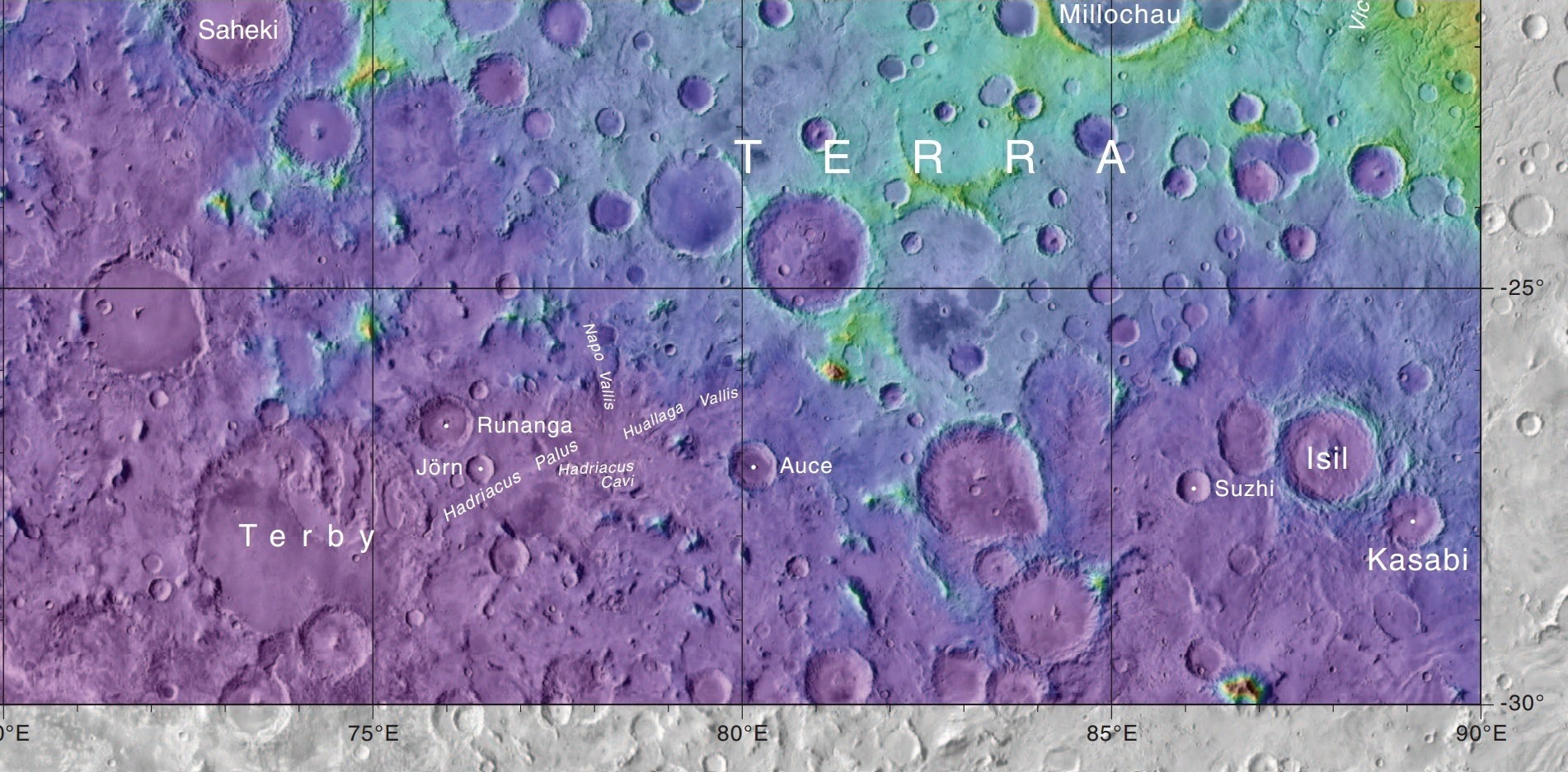
显示了特比陨击坑和附近陨石坑的火星轨道器激光高度计地形图，颜色表示海拔高度。
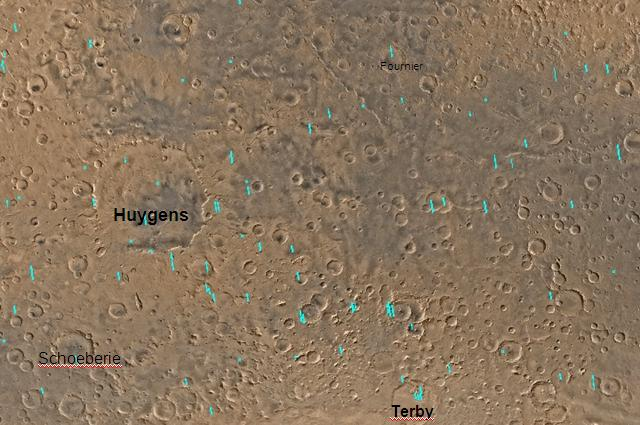
显示了主要陨击坑的雅庇吉亚区 地图
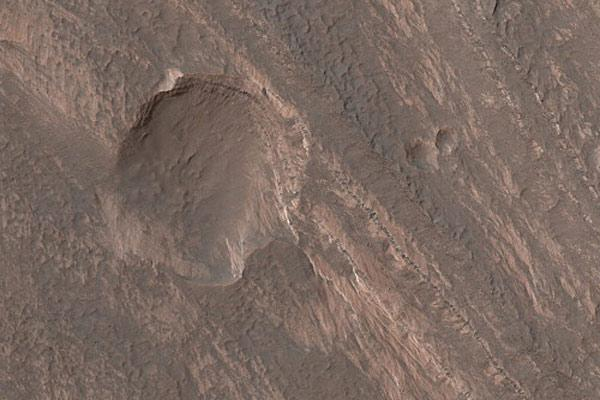
包含有许多岩层的特比陨击坑。
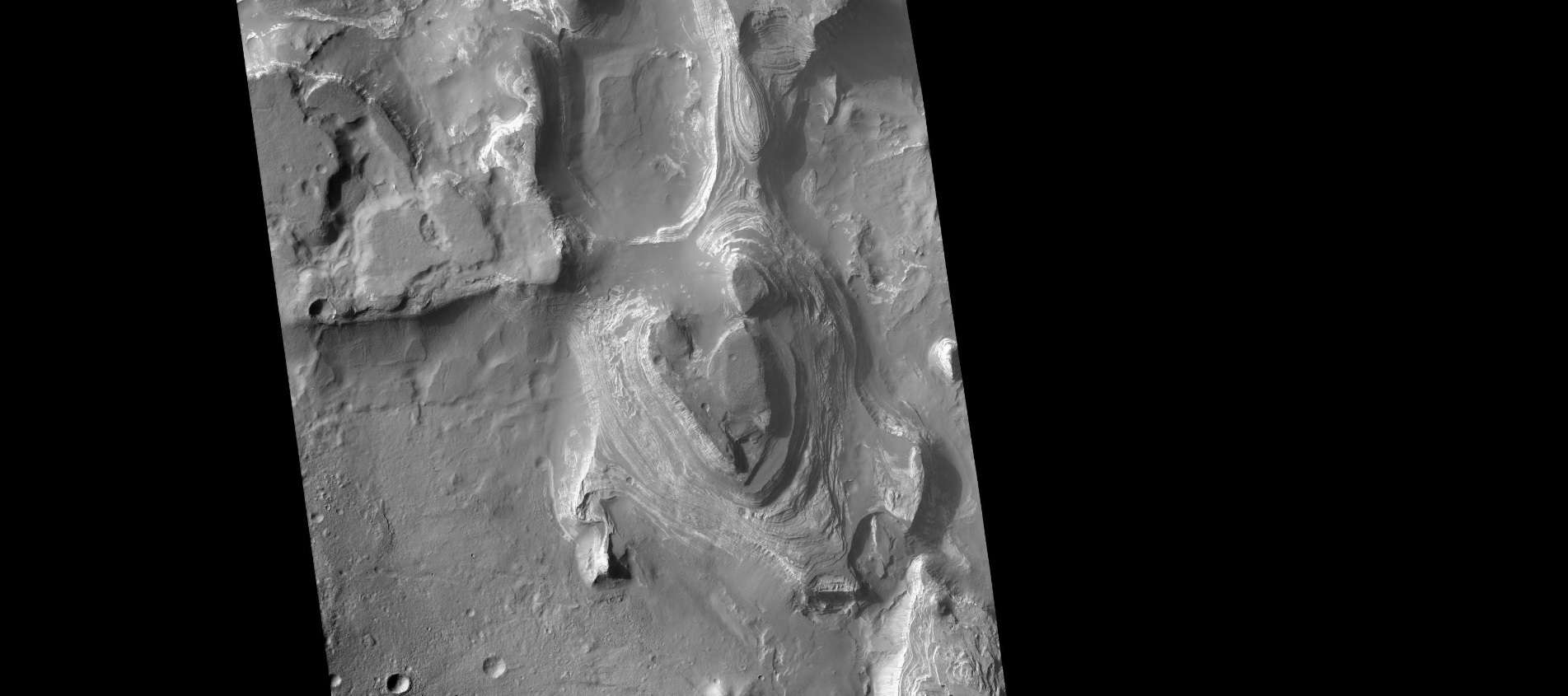
火星勘测轨道飞行器背景相机所拍摄照片显示，特比陨石坑北部有许多的岩层，在接下来的两幅图像中，该图像部分区域被放大。
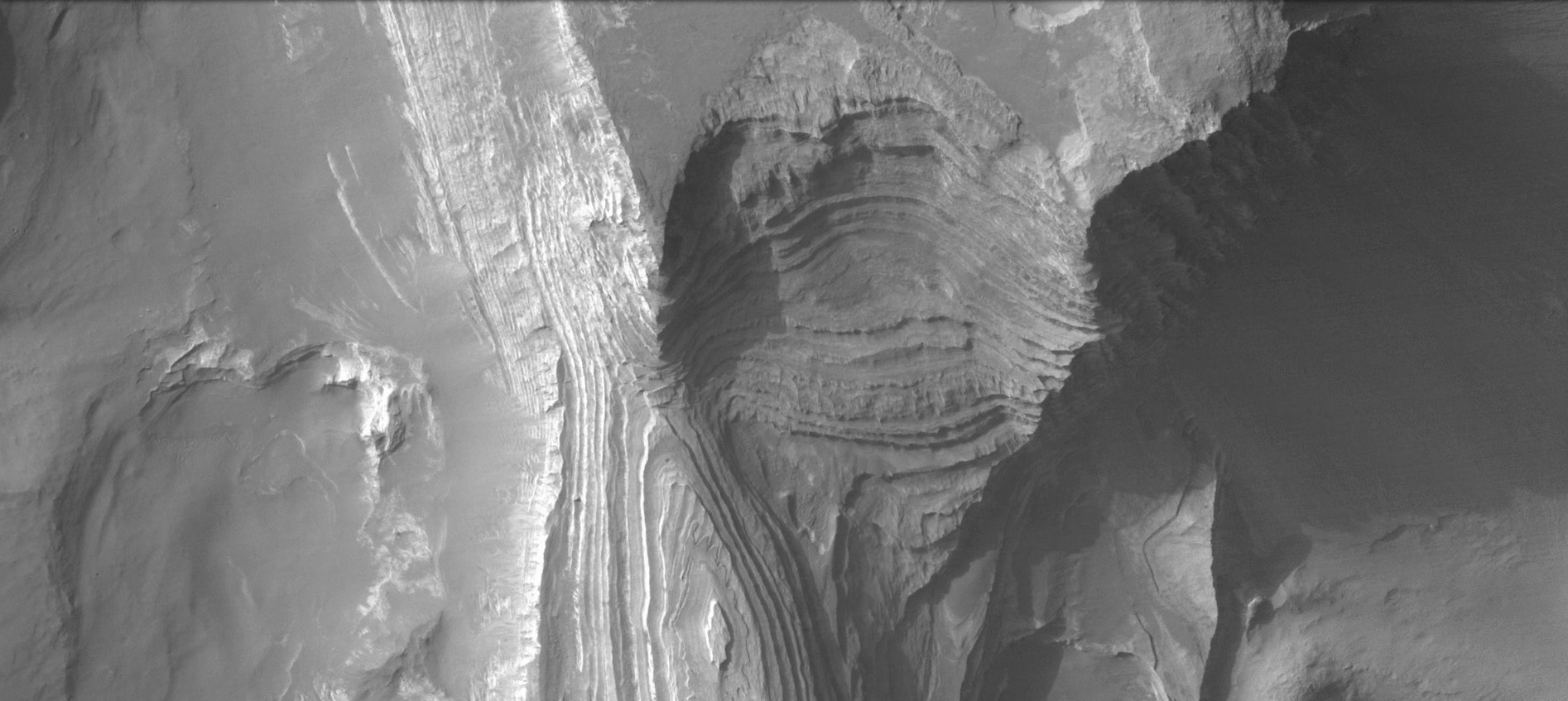
特比陨石坑北部显示出的众多岩层，火星勘测轨道飞行器背景相机拍摄。
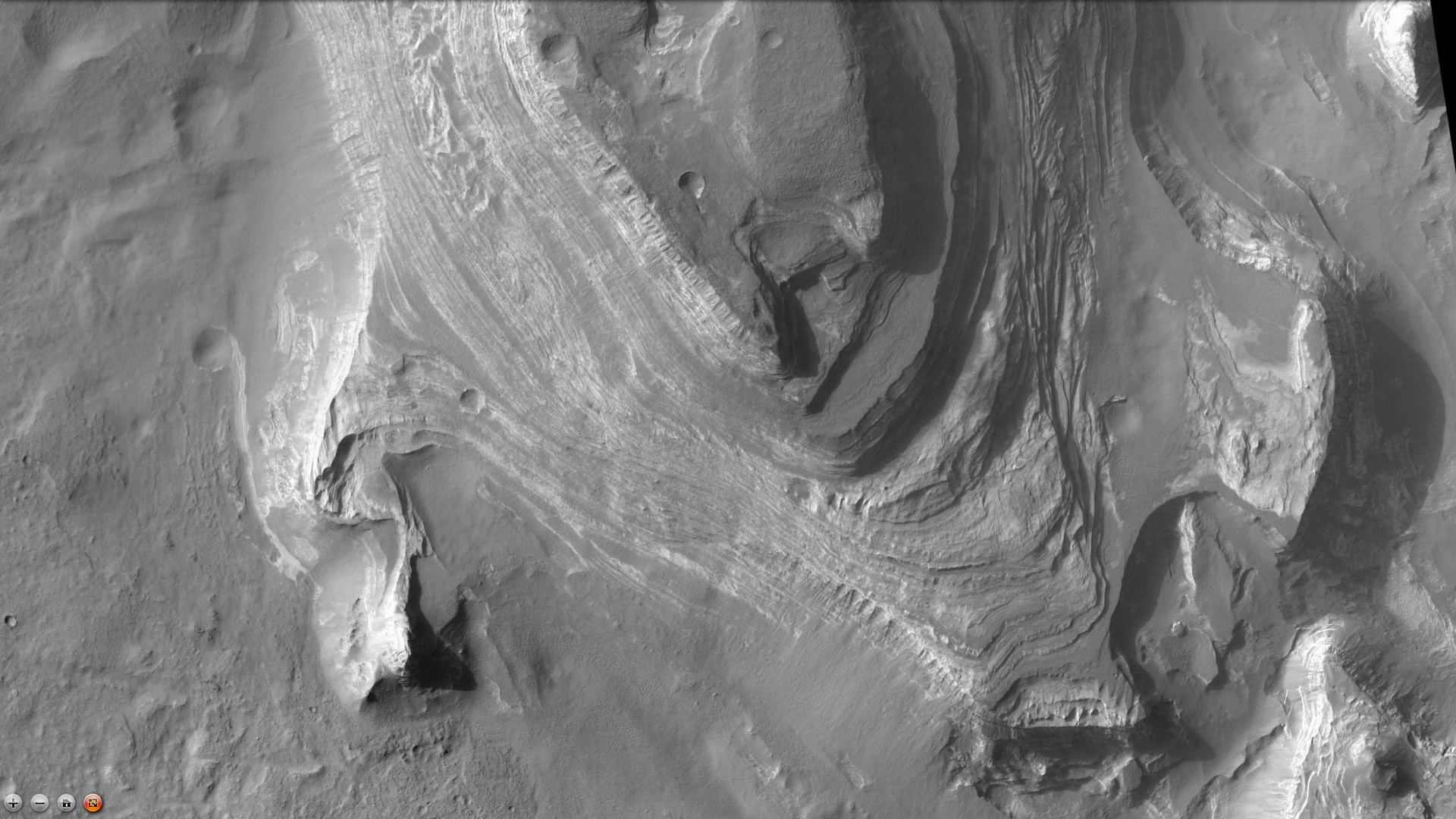
特比陨石坑北部显示出的众多岩层。

## 另请参阅
- 火星气候
- 高分辨率成像科学设备
- HiWish计划
- 撞击事件
- 火星湖泊
- 火星撞击坑
- 矿床成因
- 火星矿石资源
- 火星水文

## 参引资料
1. ↑  Murchie, S. et al. 2009. "A synthesis of Martian aqueous mineralogy after 1 Mars year of observations from the Mars Reconnaissance Orbiter". Journal of Geophysical Research: 114.
2. ↑  Ansan, V. et al. 2005. "Analysis of layered deposits in Terby crater Hellas region, Mars) using multiple datasets MOC, THEMIS, and OMEGA/MEX date". Lunar and Planetary Science Conference, XXXVI (CD-ROM). Abstract 1324.
3. ↑  Cabrol, N. and E. Grin (eds.). 2010. Lakes on Mars. Elsevier. NY.
4. ↑  Ansan, V., D. Loizeau, M. Mangold, S., Le Mouélic, J. Carter, F. Poulet, G. Dromart, A. Lucas, J.-P. Bibring, A. Gendrin, B. Gondet, Y. Langevin, Ph. Massond, S. Murchie, J. Mustard, G. Neukum. 2011. "Stratigraphy, mineralogy, and origin of layered deposits inside Terby crater, Mars". Icarus: 211, 273–304.